# 정패
정패(중국어: 丁珮, 1947년 2월 19일 ~ )은 중화민국 타이완 출신의 영화 배우이다. 이소룡이 정패의 아파트에서 사망한 것으로 알려져 있다.